# Verbascum tripolitanum
Verbascum tripolitanum är en flenörtsväxtart som beskrevs av Pierre Edmond Boissier. Verbascum tripolitanum ingår i släktet kungsljus, och familjen flenörtsväxter. Inga underarter finns listade i Catalogue of Life.